# خانه امید سالار
خانه امید سالار مربوط به دوره قاجار است و در شهرستان ابرکوه، محله قدیمی دروازه میدان واقع شده و این اثر در تاریخ ۷ مهر ۱۳۸۱ با شمارهٔ ثبت ۶۳۰۶ به‌عنوان یکی از آثار ملی ایران به ثبت رسیده است.